# One Blackfriars

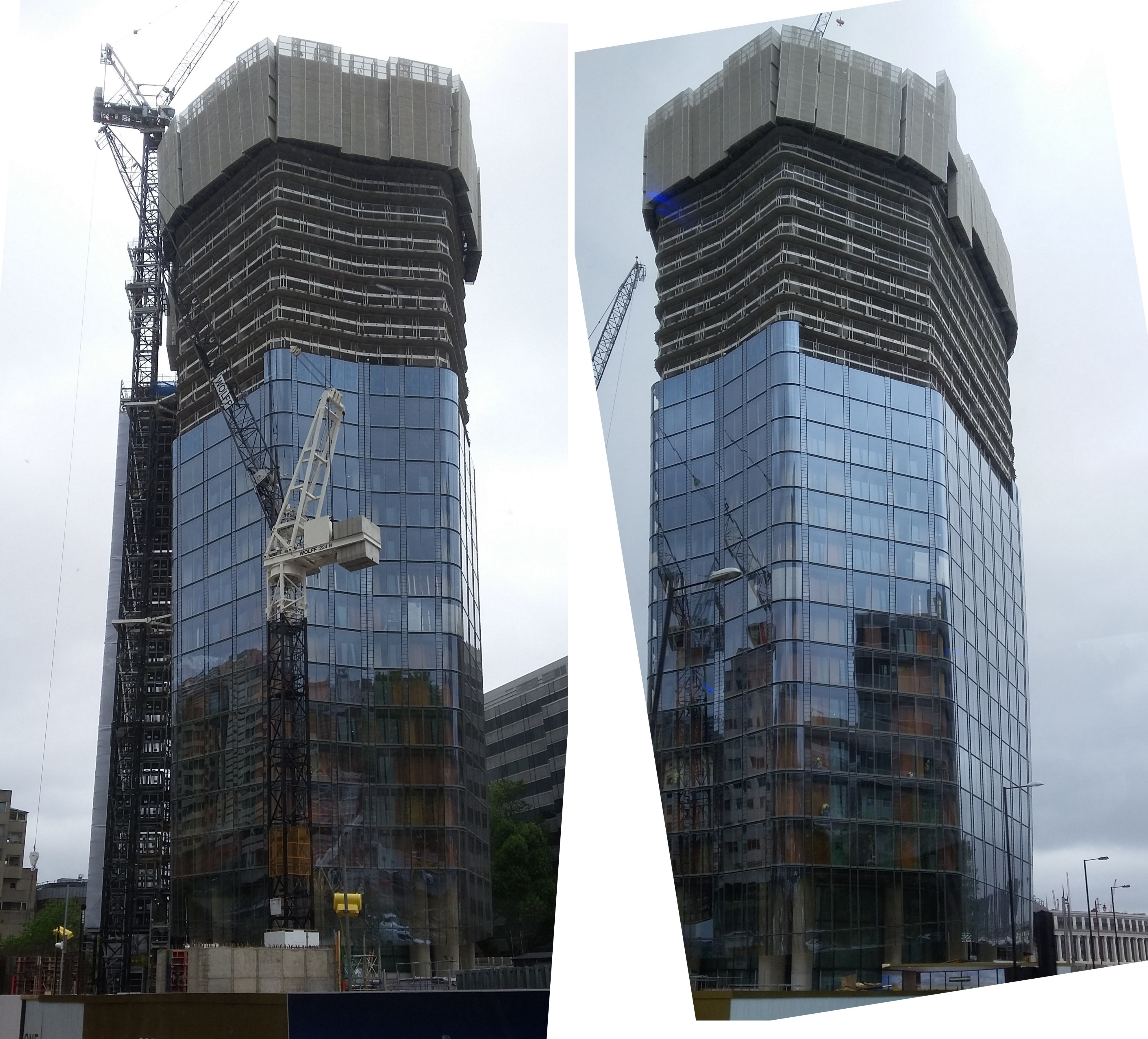
Baufortschritt im Juni 2016

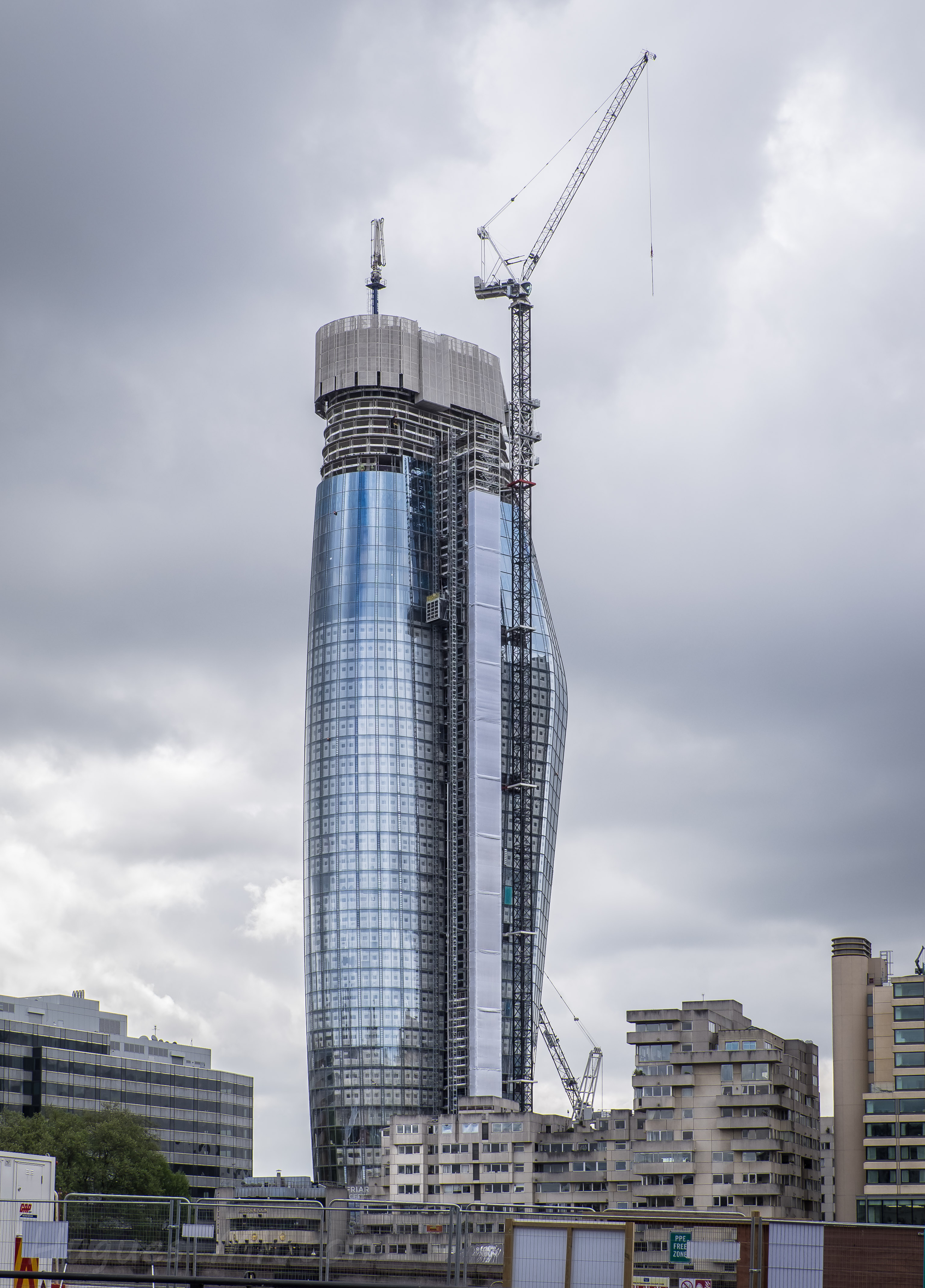
Baufortschritt im April 2017

One Blackfriars ist ein Wolkenkratzer im London Borough of Southwark, der mit 163 Metern und 52 Stockwerken zu den höchsten Bauwerken Londons zählt. Der Spatenstich fand im Oktober 2013 statt, die Fertigstellung war 2018 geplant.